# Junior Mendes
Junior Mendes, nome artístico de Luiz Mendes Júnior (Rio de Janeiro, 14 de janeiro de 1951 - Rio de Janeiro, 13 de fevereiro de 2014), foi um cantor, compositor, arranjador, produtor musical e multi-instrumentista brasileiro. Mendes foi especialmente ativo no espectro da black music (soul, funk) brasileira, tendo sido integrante da Banda Vitória Régia, de Tim Maia, colaborando também com composições para a Banda Black Rio, Sandra de Sá, Paulinho Soledade e Lincoln Olivetti.
Mendes também teve sucessos nas vozes de artistas de diversos gêneros, como Fábio Jr., Xuxa, Emílio Santiago e Trem da Alegria.[carece de fontes?]
Desde 2010, Mendes era proprietário da produtora e dos estúdios Play Rec, situados na Barra da Tijuca, em sociedade com o maestro Julinho Teixeira.

## Falecimento
Mendes morreu em 2014, aos 63 anos de idade, em virtude de um acidente vascular cerebral. Era filho único da atriz Daisy Lúcidi e do jornalista esportivo Luiz Mendes. Era casado com Eglê Miranda há 46 anos, deixou três filhos, Luiz Cláudio Mendes, Marcello Mendes e Laila Mendes e duas netas, Bianca Mendes e Anna Luiza Mendes. 

## Início de carreira e produção musical
Junior Mendes integrava o conjunto Nômades e outros grupos musicais desde os tempos de colégio com Renato Terra, Durval Ferreira e Guilherme Lamounier.
A convite de Ferreira, ele estreou no mercado fonográfico aos 17 anos, como compositor num disco de Ed Lincoln.
Como integrante do grupo progressivo Karma – creditado como "Luiz Júnior", ao lado de Alen Terra e Jorge Amiden –, gravou o disco homônimo pela RCA Victor em 1972. Também na RCA, passou a produzir discos por dez anos, até o selo converter-se em BMG/Ariola.
Um dos artistas cujos álbuns Mendes produziu é Tim Maia, que passou a contar com ele como músico na banda Vitória Régia.

## Carreira solo
Em 1979, gravou o compacto "Toque Tropical" em parceria com Hyldon, pelo selo Epic.
Em 1980, gravou o compacto "Haverá / Conte Comigo", sob a alcunha de Junior, pelo selo CBS. "Conte Comigo" seria regravada dois anos depois por Sandra de Sá.
Em 1981, passou a ter composições veiculadas em novelas da Rede Globo. Primeiro, gravou a parceria "Café Na Cama", com a cantora Mariana – tema da novela Jogo da Vida. O lado B, "Pedras de Cristal", foi aproveitado na novela Desprezo. Ainda no mesmo ano, emplacou o compacto "Rio Sinal Verde" como tema da novela Baila Comigo.
Em 1982, Junior Mendes lançou seu primeiro álbum, "Copacabana Sadia". O disco teve arranjos feitos por Lincoln Olivetti, que assumira essa função também nos compactos de 1981, e regências de Claudio Stevenson, Gastão Lamounier, Cassiano e Denny King, que assinavam a coautoria das canções.
O ano de 1984 marcou o lançamento de seu último compacto (7'), pelo selo RGE: trata-se da música "Então Tá",  que integrou a trilha sonora da novela Transas e Caretas.
Em 2014 lança seu segundo e último disco, denominado Som de Quebra Mar, produzido por ele e Lincoln Olivétti, No disco musicas inéditas e regravações de musicas de outros interpretes como; Quebra Mar, gravada originalmente por Emílio Santiago e Tem Que Ser Agora, gravado originalmente pela Banda Black Rio
Em 2018, a faixa "Copacabana Sadia" integrou a compilação de AOR brasileiro "Too Slow to Disco Brasil: Compiled by Ed Motta".

## Discografia
Com o grupo Karma
- 1972 - Junior Mendes

Carreira solo
- 1979 - Toque Tropical (compacto)
- 1980 - Haverá/Conte Comigo (compacto)
- 1981 - Rio Sinal Verde (compacto)
- 1982 - Copacabana Sadia
- 1984 - Então Tá (compacto)
- 2014 - Som de Quebra Mar